# Saint-Hilaire, Puy-de-Dôme

Saint-Hilaire este o comună în departamentul Puy-de-Dôme, Franța. În 1 ianuarie 2022 avea o populație de 146 de locuitori.